# 瑶海区
瑶海区为中國安徽省合肥市下辖的一个市辖区。位于合肥市东部，是一个新兴的城区。区域面积为142.9平方公里，常住总人口約87万人。瑶海区得名于境内的瑶海公园（原意为“天上瑶池，地下瑶海”）。區人民政府駐明光路1號。

## 历史
1950年4月，设立合肥市车站区 (合肥市)。1960年，车站区改为东市区人民公社。1968年5月18日，改为东市区人民政府。
2002年2月，东市区更名为合肥市瑶海区，将合肥市郊区的长淮、方庙2个街道和城东乡、七里塘镇、大兴镇，以及肥东县的磨店乡和龙岗镇的三合、刘大郢、油坊、大彭、罗岗、马岗、王岗、史城8个村及新站、大店2个居委会划归瑶海区管辖。

## 人口
根據第七次人口普查數據，截至2020年11月1日零時，瑤海區（不含新站區）常住人口862043人。

## 交通
合肥市火车站位于该区。
- 合肥站：合蚌客运专线、合杭客运专线、淮南铁路、宁西铁路

## 行政区划
瑶海区下辖14个街道办事处、1个镇：
明光路街道、胜利路街道、三里街街道、铜陵路街道、七里站街道、红光街道、和平路街道、城东街道、长淮街道、方庙街道、七里塘街道、嘉山路街道、大兴镇、三十头街道、磨店街道和合肥龙岗综合经济开发区。
其中七里塘街道、磨店街道、三十头街道由新站高新区代管。